# Dencsháza
Dencsháza is een plaats (község) en gemeente in het Hongaarse comitaat Baranya. Dencsháza telt 622 inwoners (2001).